# Chypre aux Jeux olympiques d'hiver de 1980
Chypre participe aux Jeux olympiques d'hiver de 1980 à Lake Placid aux États-Unis du 13 au 24 février 1980. Il s'agit de sa première participation aux Jeux olympiques, il participe à leur premier Jeux olympiques d'été en 1980.
Chypre fait partie des dix-huit pays qui ne remportent pas de médaille au cours de ces Jeux olympiques.

## Ski alpin
| Athlète               | Épreuve      | Manche 1      | Manche 1 | Manche 2      | Manche 2 | Total         | Total |
| Athlète               | Épreuve      | Temps         | Rang     | Temps         | Rang     | Temps         | Rang  |
| --------------------- | ------------ | ------------- | -------- | ------------- | -------- | ------------- | ----- |
| Andreas Pilavakis     | Slalom       | 1 min 30 s 64 | 42e      | 1 min 23 s 78 | 37e      | 2 min 54 s 42 | 37e   |
| Andreas Pilavakis     | Slalom géant | 1 min 44 s 92 | 62e      | DSQ           | -        | DSQ           | -     |
| Philippos Xenophontos | Slalom       | 1 min 25 s 19 | 41e      | 1 min 18 s 97 | 36e      | 2 min 44 s 16 | 36e   |
| Philippos Xenophontos | Slalom géant | 1 min 49 s 52 | 63e      | 1 min 48 s 57 | 53e      | 3 min 38 s 09 | 54e   |

| Athlète          | Épreuve      | Manche 1      | Manche 1 | Manche 2      | Manche 2 | Total         | Total |
| Athlète          | Épreuve      | Temps         | Rang     | Temps         | Rang     | Temps         | Rang  |
| ---------------- | ------------ | ------------- | -------- | ------------- | -------- | ------------- | ----- |
| Lina Aristodimou | Slalom       | DNF           | -        | -             | -        | DNF           | -     |
| Lina Aristodimou | Slalom géant | 1 min 39 s 78 | 40e      | 1 min 57 s 07 | 33e      | 3 min 36 s 85 | 33e   |